# خانه حاجی
خانه حاجی مربوط به اوایل دوره پهلوی است و در باغین، بلوار امام خمینی، خیابان طالقانی، بن‌بست ابوالفضل واقع شده و این اثر در تاریخ ۲۴ اسفند ۱۳۸۳ با شمارهٔ ثبت ۱۱۴۰۱ به‌عنوان یکی از آثار ملی ایران به ثبت رسیده است.